# August Kobbs gymnasium

August Kobb är ett naturbruksgymnasium i Göteborg.
Gymnasiet är uppkallat efter August Kobb och har sex inriktningar: djurvård/hund, djursjukvård, zoobutik, trädgård, florist och natur. Det finns en vuxenutbildning för trädgårdsanläggning, där över 50% får arbete efter utbildningen.
Gymnasiet håller till i Burgårdens utbildningscentrums lokaler, GFRK och en k-märkt byggnad intill Nya Ullevi, på Stora Katrinelunds landeri.